# Jarred Brooks
Jarred Brooks (Warsaw, Indiana; 2 de mayo de 1993) es un artista marcial mixto estadounidense que actualmente compite en la categoría de peso paja de ONE Championship, donde es el actual Campeón Mundial de Peso Paja de ONE. Siendo profesional desde 2014, Brooks también ha competido en Ultimate Fighting Championship, Pancrase, Rizin FF y World Series of Fighting. Desde abril de 2023, está en la posición #3 del ranking libra por libra de ONE Championship según SCMP.

## Biografía
Brooks nació y creció en Warsaw, Indiana, comenzando a entrenar lucha desde corta edad junto a su hermano. Durante su temporada júnior, Brooks entró al torneo estatal con un récord de 27–1, logrando llegar hasta la final. Durante su temporada sénior, Brooks acumuló un récord invicto de 35–0, capturando el campeonato estatal en el proceso. Después de asistir originalemente a Indiana Tech, Brooks fue transferido a Notre Dame College antes de enfocarse en una carrera de MMA.

## Carrera de artes marciales mixtas

### Primeros años
Antes de unirse al UFC, Brooks acumuló un récord de 12–0, con una amplia variedad de finalizaciones en el proceso, a su vez, también sostenía un récord amateteur de 28–1.

### Ultimate Fighting Championship
Se esperaba que Brooks hiciera su debut en la promoción contra Ian McCall el 12 de febrero de 2017 en UFC 208. Sin embargo, McCall se retiró el día de la pelea por una enfermedad gastrointenstinal.
Brooks hizo su debut en la promoción el 29 de julio en UFC 214 contra el semi-finalista del TUF 24 Eric Shelton. Brooks ganó la pelea por decisión dividida.
Brooks enfrentó al futuro campeón de peso mosca Deiveson Figueiredo el 28 de octubre de en UFC Fight Night: Machida vs. Brunson. Brooks perdió la pelea pelea por una controversial decisión dividida.
Brooks estaba programado para enfrentar a Héctor Sandoval el 1 de junio de 2018 en UFC Fight Night 131. Sin embargo, Sandoval fue removido de la pelea el 22 de mayor por razones desconocidas y fue reemplazado por el debutante José Torres. Brooks perdió la pelea en el segundo asalto después de intentar ejecutar un slam contra Torres, terminad por noquearse a sí mismo en el proceso.
Brooks entró como reemplazo en corto aviso contra Roberto Sánchez el 8 de septiembre de 2018 en UFC 228. Brooks ganó la pelea por decisión dividida.
El 7 de noviembre de 2018, se reveló que Brooks había sido despedido de UFC.

### Rizin FF
Luego de ser despedido de UFC, Brooks firmó con Rizin FF e hizo su debut promocional contra Haruo Ochi en Rizin 18 el 18 de agosto de 2019. La pelea terminó en un sin resultado debido a un cabezazo accidental en el comienzo del primer asalto.
Brooks regresó a peso paja, durante Bellator Japan, enfrentando al campeón de peso paja de DEEP, Haruo Ochi. Brooks ganó la pelea por decisión unánime. Esta victoria llevaría a múltiples medios especializados y analistas del deporte a considerar a Brooks como uno de los mejores pesos paja del mundo.

### ONE Championship
Brooks firmó con ONE Championship, esperando para hacer su debut en la promoción contra Lito Adiwang en ONE on TNT 2 el 14 de abril de 2021. Adiwang luego se retiraría de la pelea, por haber dado positivo en un test de COVID-19. La pelea fue reagendada para ONE Championship: NextGen III el 26 de noviembre de 2021. Brooks ganaría la pelea por sumisión (arm-triangle choke) en el segundo asalto.
Brooks enfrentó a Hiroba Minowa en ONE Championship: Only the Brave el 28 de enero de 2022. Brooks ganó la pelea por una dominante decisión unánime.
Brooks enfrentó a Bokang Masuyane en una eliminatoria titular en ONE 156 el 22 de abril de 2022. Masuyane no dio el peso en el pesaje oficial y dio el 20% de su bolsa a Brooks. Brooks ganó la pelea por sumisión en el primer asalto.

#### Campeonato Mundial de Peso Paja de ONE
Se esperaba que Brooks retara al Campeón Mundial de Peso Paja de ONE Joshua Pacio en ONE 158, el 3 de junio de 2022, la pelea fue removida debido a un conflicto de calendarización. La pelea fue reagendada para el 3 de diciembre en ONE 164. Brooks ganó la pelea y el título por decisión unánime.

#### Oportunidad por el Campeonato Mundial de Submission Grappling de Peso Mosca de ONE
Brooks enfrentó a Mikey Musumeci por el Campeonato Mundial de Submission Grappling de Peso Mosca de ONE el 4 de agosto de 2023, en ONE Fight Night 13. Perdió la pelea por sumisión en 7 minutos y medio.

#### Continuación de su Reinado de Peso Paja de ONE
Brooks hizo la primera defensa de su título en una revancha contra Joshua Pacio el 1 de marzo de 2024, en ONE 166. Brooks perdió la pelea por descalificación debido a un slam ilegal.
Brooks enfrentó a Gustavo Balart por el Campeonato Interino de Peso Paja de ONE el 2 de agosto de 2024, en ONE Fight Night 24. Ganó la pelea y el título interino por sumisión en el primer asalto.

## Campeonatos y logros

### Artes marciales mixtas
- ONE Championship
  - Campeonato Mundial de Peso Paja de ONE (Una vez)
  - Campeonato Interino de Peso Paja de ONE (Una vez; actual)
- House of Fame
  - Camepeonato de Peso Mosca de House of Fame (Una vez)
- Fight Matrix
  - Campeón lineal de Peso Paja (Una vez)[38]

## Récord en grappling de sumisión
| Récord profesional | Récord profesional | Récord profesional |
| 1 peleas           | 0 victorias        | 1 derrota          |
| ------------------ | ------------------ | ------------------ |
| Sumisión           | 0                  | 1                  |

| Resultado | Récord | Oponente       | Método                     | Evento             | División | Tipo | Fecha               | Localización       |
| --------- | ------ | -------------- | -------------------------- | ------------------ | -------- | ---- | ------------------- | ------------------ |
| Derrota   | 0–1    | Mikey Musumeci | Sumisión (triangle armbar) | ONE Fight Night 13 | –135 lbs | Nogi | 4 de agosto de 2023 | Bangkok, Tailandia |

## Récord en artes marciales mixtas
| Récord profesional | Récord profesional | Récord profesional |
| 25 peleas          | 21 victorias       | 3 derrotas         |
| ------------------ | ------------------ | ------------------ |
| Nocaut             | 2                  | 1                  |
| Sumisión           | 9                  | 0                  |
| Decisión           | 10                 | 1                  |
| Descalificación    | 0                  | 1                  |
| Sin resultado      | 1                  | 1                  |

| Resultado     | Récord   | Oponente            | Método                              | Evento                                                | Fecha                    | Ronda | Tiempo | Localización          | Notas |
| ------------- | -------- | ------------------- | ----------------------------------- | ----------------------------------------------------- | ------------------------ | ----- | ------ | --------------------- | --- |
| Victoria      | 21–3 (1) | Gustavo Balart      | Sumisión (rear-naked choke)         | ONE Fight Night 24                                    | 2 de agosto de 2024      | 1     | 4:39   | Bangkok               | Ganó el Campeonato Interino de Peso Paja de ONE. Balart no dio el peso (126 lbs) y fue ineligible para ganar el título. |
| Derrota       | 20–3 (1) | Joshua Pacio        | DQ (slam ilegal)                    | ONE 166                                               | 1 de marzo de 2024       | 1     | 0:56   | Lusail                | Perdió el Campeonato de Peso Paja de ONE.                                                                               |
| Victoria      | 20–2 (1) | Joshua Pacio        | Decisión (unánime)                  | ONE 164                                               | 3 de diciembre de 2022   | 5     | 5:00   | Manila                | Ganó el Campeonato de Peso Paja de ONE.                                                                                 |
| Victoria      | 19–2 (1) | Bokang Masunyane    | Sumisión técnica (rear-naked-choke) | ONE 156                                               | 12 de abril de 2022      | 1     | 4:39   | Kallang               | Eliminatoria titular por el Campeonato de Peso Paja de ONE.                                                             |
| Victoria      | 18–2 (1) | Hiroba Minowa       | Decisión (unánime)                  | ONE Championship: Only the Brave                      | 28 de enero de 2022      | 3     | 5:00   | Kallang               | |
| Victoria      | 17–2 (1) | Lito Adiwang        | Sumisión (arm-triangle choke)       | ONE Championship: NextGen III                         | 26 de noviembre de 2021  | 2     | 3:07   | Kallang               | |
| Victoria      | 16–2 (1) | Haruo Ochi          | Decisión (unánime)                  | Bellator & Rizin: Japan                               | 29 de diciembre de 2019  | 3     | 5:00   | Saitama               | |
| Victoria      | 15–2 (1) | Victor Altamirano   | Sumisión (rear-naked choke)         | Warrior Xtreme Cagefighting 83                        | 30 de octubre de 2019    | 2     | 4:19   | Southgate, Míchigan   | Pelea en peso mosca. |
| Sin Resultado | 14–2 (1) | Haruo Ochi          | Sin Resultado (cabezazo accidental) | Rizin 18                                              | 18 de agosto de 2019     | 1     | 0:11   | Nagoya                | Regreso a peso paja. |
| Victoria      | 14–2     | Roberto Sanchez     | Decisión (dividida)                 | UFC 228                                               | 8 de septiembre de 2018  | 4     | 1:54   | Dallas, Texas         | |
| Derrota       | 13–2     | Jose Torres         | KO (self-slam)                      | UFC Fight Night: Rivera vs. Moraes                    | 1 de junio de 2018       | 2     | 2:55   | Utica, Nueva York     | |
| Derrota       | 13–1     | Deiveson Figueiredo | Decisión (dividida)                 | UFC Fight Night: Brunson vs. Machida                  | 28 de octubre de 2017    | 3     | 5:00   | São Paulo, Brazil     | |
| Victoria      | 13–0     | Eric Shelton        | Decisión (dividida)                 | UFC 214                                               | 29 de julio de 2017      | 3     | 5:00   | Anaheim, California   | |
| Victoria      | 12–0     | Jun Nakamura        | KO (puñetazo)                       | Pancrase 281                                          | 2 de octubre de 2016     | 2     | 1:23   | Tokio                 | |
| Victoria      | 11–0     | Corey Simmons       | Sumisión (rear-naked choke)         | Fight Night at the Island: Saunders vs. Volkmann      | 9 de septiembre de 2016  | 1     | 2:36   | Welch, Minnesota      | |
| Victoria      | 10–0     | Erik Vo             | Sumisión (rear-naked choke)         | PC MMA: Pinnacle Combat 23                            | 29 de abril de 2016      | 1     | 3:05   | Dubuque, Iowa         | Debut en peso gallo. |
| Victoria      | 9–0      | Chris Miah          | Decisión (unánime)                  | WFCA 16: Grand Prix Akhmat                            | 12 de marzo de 2016      | 3     | 5:00   | Grozni, Rusia         | Regreso a peso mosca.                                                                                                   |
| Victoria      | 8–0      | Junji Ito           | KO (codos)                          | World Series of Fighting Global Championship: Japan 1 | 7 de febrero de 2016     | 2     | 3:29   | Tokio                 | Debut en peso paja. |
| Victoria      | 7–0      | Abdiel Velasquez    | Decisión (unánime)                  | House of MMA 4: Florida vs. Georgia                   | 29 de octubre de 2015    | 3     | 5:00   | Jacksonville, Florida | |
| Victoria      | 6–0      | Trevor Ward         | Decisión (unánime)                  | Michina Fight League 38                               | 11 de junio de 2015      | 3     | 5:00   | South Bend, Indiana   | |
| Victoria      | 5–0      | Joey Diehl          | Decisión (unánime)                  | Michina Fight League 37                               | 28 de marzo de 2015      | 3     | 5:00   | South Bend, Indiana   | |
| Victoria      | 4–0      | C.J. Hamilton       | Decisión (dividida)                 | Alpha One Sports: IT Fight Series 30                  | 30 de enero de 2015      | 3     | 5:00   | Bellefontaine, Ohio   | |
| Victoria      | 3–0      | Marshawn Hughes     | Sumisión (arm-triangle choke)       | Legends of Fighting 55                                | 21 de noviembre de 2014  | 1     | 0:57   | Indianápolis, Indiana | |
| Victoria      | 2–0      | Arthur Parker       | Sumisión (rear naked choke)         | Absolute Fighting Championship 22                     | 19 de septiembre de 2014 | 1     | 1:21   | Hollywood, Florida    | |
| Victoria      | 1–0      | Chris Catala        | Sumisión                            | Xplode Fight Series: Lock Down                        | 9 de agosto de 2014      | 1     | 0:21   | Davenport, Iowa       | Debut en MMA. |